# Irak na Letnich Igrzyskach Olimpijskich 2016
Irak na Letnich Igrzyskach Olimpijskich 2016 reprezentowało 23 zawodników  w 5 dyscyplinach, był to czternasty występ reprezentacji Iraku na letnich igrzyskach olimpijskich. Podczas ceremonii otwarcia chorążym reprezentacji był najstarszy zawodnik, bokser – Wahid Abdul-Ridha. Reprezentacja nie zdobyła żadnych medali.

## Reprezentanci

### Boks
| Zawodnik          | Konkurencja        | 1/16                   | 1/8              | Ćwierćfinały     | Półfinały        | Finał            | Pozycja |
| Zawodnik          | Konkurencja        | Przeciwnik Wynik       | Przeciwnik Wynik | Przeciwnik Wynik | Przeciwnik Wynik | Przeciwnik Wynik | Pozycja |
| ----------------- | ------------------ | ---------------------- | ---------------- | ---------------- | ---------------- | ---------------- | ------- |
| Wahid Abdul-Ridha | średnia (do 75 kg) | Misael Rodríguez P 0-3 | NQ               | NQ               | NQ               | NQ               | 17.-28. |

### Judo
| Zawodnik          | Konkurencja       | 1/32             | 1/16                     | 1/8              | Ćwierćfinały     | Półfinały        | Repasaże         | Finał            | Pozycja |
| Zawodnik          | Konkurencja       | Przeciwnik Wynik | Przeciwnik Wynik         | Przeciwnik Wynik | Przeciwnik Wynik | Przeciwnik Wynik | Przeciwnik Wynik | Przeciwnik Wynik | Pozycja |
| ----------------- | ----------------- | ---------------- | ------------------------ | ---------------- | ---------------- | ---------------- | ---------------- | ---------------- | ------- |
| Hussein Al-Aameri | do 81 kg mężczyzn | BYE              | Paul Kibikai P 000-000 S | NQ               | NQ               | NQ               | NQ               | NQ               | 17.     |

### Piłka nożna
Turniej mężczyzn
- Reprezentacja mężczyzn

| - Fahad Talib - Ahmad Ibrahim Khalaf - Hawbir Mustafa - Mustafa Nadhim - Ali Faez - Ali Adnan - Hammadi Ahmad - Mohannad Abdul-Raheem - Mahdi Kamel |  | - Ali Hosni - Humam Tariq - Mohammed Hameed Farhan - Sherko Karim - Saad Natiq - Dhurgham Ismail - Saad Abdul-Amir - Alaa Ali Mhawi - Amjad Attwan |

Reprezentacja Iraku brała udział w rozgrywkach grupy A turnieju olimpijskiego zajmując w niej 3. miejsce i nie awansując do dalszych gier. Ostatecznie reprezentacja Iraku została sklasyfikowana na 12. miejscu.
Grupa A
| Drużyna           | M | Mecze | Mecze | Mecze | Bramki | Bramki | Bramki | Pkt |
| Drużyna           | M | W     | R     | P     | +      | -      | +/-    | Pkt |
| ----------------- | - | ----- | ----- | ----- | ------ | ------ | ------ | --- |
| Brazylia          | 3 | 1     | 2     | 0     | 4      | 0      | 4      | 5   |
| Dania             | 3 | 1     | 1     | 1     | 1      | 4      | -3     | 4   |
| Irak              | 3 | 0     | 3     | 0     | 1      | 1      | 0      | 3   |
| Południowa Afryka | 3 | 0     | 2     | 1     | 1      | 2      | -1     | 2   |

| 4 sierpnia 2016 18:00 CET | Irak | 0:0(0:0)Raport | Dania | Estádio Nacional, Brasilia Widzów: 18 000 Sędzia: César Arturo Ramos |
|                           |      |                |       |                                                                      |

| 8 sierpnia 2016 03:00 CET | Brazylia | 0:0(0:0) | Irak | Estádio Nacional, Brasilia Widzów: 65 829 Sędzia: Ovidiu Hațegan |
|                           |          |          |      |                                                                  |

| 11 sierpnia 2016 03:00 CET | RPA · Gift Motupa 6' | 1:1(1:1) | Irak · 14' Saad Abdul-Amir | Arena Corinthians, São Paulo Sędzia: Roddy Zambrano |
|                            |                      |          |                            |                                                     |

### Podnoszenie ciężarów
| Zawodnik            | Konkurencja | Rwanie | Rwanie  | Podrzut | Podrzut | Razem | Pozycja |
| Zawodnik            | Konkurencja | Wynik  | Pozycja | Wynik   | Pozycja | Razem | Pozycja |
| ------------------- | ----------- | ------ | ------- | ------- | ------- | ----- | ------- |
| Salwan Jasim Abbood | -105 kg (m) | 180    | 8.      | 214     | 10.     | 394   | 9.      |

### Wioślarstwo
| Zawodnik                  | Konkurencja      | Eliminacje | Eliminacje | Repasaże | Repasaże | Ćwierćfinał 4 | Ćwierćfinał 4 | Półfinał C/D | Półfinał C/D | Finał D | Finał D |
| Zawodnik                  | Konkurencja      | Czas       | Pozycja    | Czas     | Pozycja  | Czas          | Pozycja       | Czas         | Pozycja      | Czas    | Pozycja |
| ------------------------- | ---------------- | ---------- | ---------- | -------- | -------- | ------------- | ------------- | ------------ | ------------ | ------- | ------- |
| Mohammed Jasim Al-Khafaji | jedynka mężczyzn | 7:25.04    | 5 R        | 7:14.38  | 2 Q      | 8:29.76       | 6             | 7:48.31      | 6            | 7:03.73 | 21.     |